# Henry Percy (Hotspur)
Pour les articles homonymes, voir Henry Percy.
Henry Percy, surnommé Harry Hotspur (20 mai 1364, Alnwick – tué à la bataille de Shrewsbury le 21 juillet 1403), est le fils aîné de Henry Percy, 1er comte de Northumberland, et de Margaret Neville, fille de Ralph Neville, 2e baron de Neville de Raby et d'Alice de Audley. Le surnom de Hotspur ("Éperon chaud") lui est donné en raison de sa nature impulsive.

## Biographie

### Carrière
Il est né au château de Warkworth (Northumberland) vers 1364. En avril 1377, il est adoubé par le roi Édouard III, aux côtés du futur Richard II et d'Henry Bolingbroke. Il acquiert assez jeune une grande réputation de guerrier en combattant dans les Marches écossaises à partir de 1385 avec le roi Richard II. Il est capturé et rançonné lors de la bataille d'Otterburn contre les Écossais en août 1388. Il est à Calais en 1391, est envoyé en mission diplomatique à Chypre puis sert comme gouverneur de Bordeaux de 1393 à 1395. Il accompagne Richard II lors de sa campagne en Irlande en 1395 puis retourne à Calais en 1396. De retour en Angleterre en 1399, il participe avec son père à la déposition du roi Richard II en faveur d'Henri Bolingbroke. 
Ce dernier, devenu le roi Henri IV, lui accorde de nombreux privilèges. À partir de 1401, Hotspur combat le chef gallois Owain Glyndŵr, en rébellion contre le roi. Il tente de négocier avec Glyndŵr, mais le roi refuse tout compromis. Le 14 septembre 1402, Hotspur défait avec son père à la bataille de Homildon Hill une armée d'invasion écossaise menée par Archibald Douglas, 4e comte de Douglas. Hotspur capture un grand nombre d'Écossais, dont Douglas.

### Rébellion
Cependant, les relations entre Hotspur et le roi se détériorent au fil du temps. Hotspur reproche au roi plusieurs choses dont sa mauvaise reconnaissance financière envers lui pour défendre la frontière écossaise ; son refus de le laisser rançonner les prisonniers de Homildon Hill ; son échec à mettre fin par les négociations au soulèvement de Glyndŵr ; l'influence grandissante du prince de Galles Henri de Monmouth qui lui fait perdre de son importance ; et le refus du roi de rançonner son beau-frère Edmond Mortimer, capturé en juin 1402 par Glyndŵr.
En juillet 1403, avec l'aide de son oncle paternel, le comte de Worcester Thomas Percy, Hotspur mène une rébellion contre Henri IV en faisant alliance avec Owain Glyndŵr. Mais avant qu'ils ne puissent regrouper leurs forces avec celles de Northumberland, Hotspur est défait et tué à la bataille de Shrewsbury. Après la bataille, Henri IV, ému, se fit apporter le corps et le fit enterrer à Whitchurch dans le Shropshire.
Plus tard, des rumeurs ayant circulé qu'il était encore en vie, le roi le fit exhumer. Son corps fut exposé, d'abord à Shrewsbury, puis empalé, découpé et dispersé. Sa tête fut exposée sur une pique sur les remparts de la cité d'York.

## Mariage et descendance
Harry Hotspur fut marié avec Elizabeth Mortimer, fille d'Edmond Mortimer (3e comte de March) et de Philippa de Clarence, petite fille d'Édouard III. Ils eurent trois enfants :
- Henry Percy, 2e comte de Northumberland (1392-1455) ;
- Elizabeth Percy, qui se maria avec John Clifford, 7e baron de Clifford et qui eut Jane Seymour comme descendante ;
- Matilda Percy, morte jeune.

### Source
- (en) Cet article est partiellement ou en totalité issu de l’article de Wikipédia en anglais intitulé « Henry Percy (Hotspur) » (voir la liste des auteurs).